# Carmen Luisa Arocha
Carmen Luisa Arocha de Piñango (Ciudad Bolívar, Venezuela, 12 de mayo de 1930), es una investigadora y médico cirujano venezolana especializada en hematología. Es miembro fundador de la Sociedad Venezolana de Hematología, del Grupo Latinoamericano Hemostasia y Trombosis y del Grupo de Trabajo sobre Fibrinógeno. Es pionera de la fototerapia para tratar la ictericia neonatal en Venezuela.

## Biografía
Hija de Carlos Arocha Rodríguez y Mercedes Carvajal de Arocha. Carmen recuerda que de niña jugaba a simular intervenciones quirúrgicas a sus muñecas. Al finalizar la primaria, se establece en Caracas y cursa sus estudios de educación secundaria en el Liceo Aplicación hasta 1947. Ingresa luego a la Escuela de Medicina de la Universidad Central de Venezuela donde se titula como Médico Cirujano en 1954. Ese mismo año recibe una beca otorgada por la Beneficencia Pública del Distrito Federal de Venezuela para estudiar el curso de posgrado de Hematología y Hemoterapia para Médicos en el Banco de Sangre de Caracas.
Al culminar su estadía en el Banco de Sangre, regresa a Ciudad Bolívar donde trabaja primero como Médico Domiciliario y luego como Jefe de Laboratorio del Hospital del Seguro Social. También se desempeñó como Hematólogo Jefe del Banco de Sangre del Hospital Ruiz y Páez, del Ministerio de Sanidad y Asistencia Social en esa misma ciudad.
En 1962 ganó una beca auspiciada por la Universidad de Oriente para hacer estudios de Posgrado en Hematología en el Hospital Monte Sinaí, en Nueva York, Estados Unidos. Ahí se convierte en Investigadora Asociada del Departamento de Coagulación de esa institución.
Regresa a Venezuela y en 1966 se une al Instituto Venezolano de Investigaciones Científicas como Hematólogo (Médico Técnico) del Laboratorio de Fisiopatología. Es nombrada secretaria de la Sociedad Venezolana de Hematología en 1967 y en 1968 el IVIC le otorga una beca para realizar estudios de posgrado en hemostasia en la Escuela Médica Santo Tomás en Londres, Inglaterra, donde primero se desempeña como Investigadora Asistente y luego como Investigadora Asociada.
Al culminar, regresa al IVIC donde asciende a Investigadora Asociada del laboratorio de Fisiopatología en 1972 y es premiada por la Cámara de la Industria Farmacéutica Venezolana (Premio CIFAVE). Dos años más tarde es nombrada Consejera, por Venezuela, de la Sociedad Internacional de Hematología y en 1975 es distinguida con la Orden Andrés Bello en Segunda Clase, conferida por el Estado Venezolano. Es nombrada Vicepresidente de la Sociedad Venezolana de Hematología en 1979, y en 1982 sería receptora nuevamente de este premio pero esta vez en Primera Clase y en 1983 se convierte en miembro de la Academia de Ciencias de Nueva York, Estados Unidos.
Para 1987 es Investigadora Titular del IVIC y preside la Asociación de Investigadores de esa institución por un año. En 1989 asume la jefatura del Centro de Medicina Experimental de esa institución y es premiada por la Gobernación de Caracas por su “Contribución al Avance en la Hematología en Venezuela”. Al año siguiente es nombrada como Investigadora Emérita del IVIC.
Hasta el año 2008, ha participado en más de 150 congresos en Venezuela y más de 150 internacionales. Ha publicado, como autora o coautora, más de 100 artículos científicos y ha participado en 13 libros.
El 20 de agosto de 1953 Carmen Luisa Arocha se casó con Arnaldo Piñango y tuvieron tres hijos: María Josefina, Xavier y Luz Marina.

### Lucha por la academia y la investigación en Venezuela
En el año 1987, durante el gobierno de Jaime Lusinchi, los investigadores exigieron un dólar preferencial a 4,30 bolívares para la ciencia. Esto llevó a diversas asociaciones de investigadores a salir a la calle bajo la consigna de "La ciencia está en la calle por justo presupuesto". Este año una marcha salió desde Parque Carabobo, contaba con representantes de AsoVac, APIU, UCV, Carmen Arocha de Piñango por AsoIVIC, y otros del Instituto Venezolano para la investigación Científica.

... Ya pasó la época en que el investigador era considerado un sabio montado en una torre de marfil, aislado de los problemas del país. (...) el gobierno sí es coherente cuando le niega presupuesto a la Educación, cuando le niega presupuesto a la Salud y, sobre todo, cuando le niega presupuesto a la Ciencia y la Tecnología, todo se le va en pagar una deuda externa a todas luces impagable...
Carmen Luisa Arocha de Piñango

En el mismo discurso que se pronunció en la Plaza del Venezolano la Dra. Arocha cerró su intervención con las siguientes palabras:

No bastaron 300 años de colonia, 100 de independencia, 40 de república y 30 de democracia para que los investigadores y trabajadores de la ciencia salieran a la calle a pedir, por sus derechos, dinero para la ciencia y no para la deuda externa, para poder llegar a ser lo que fuimos, lo que somos y lo que podemos llegar a ser, las generaciones futuras lo agradecerán.
Carmen Luisa Arocha de Piñango

## Trayectoria laboral
- Médico domiciliario Hospital del Seguro Social, Ciudad Bolívar 1955 a 1957.

- Jefa de Laboratorio Hospital del Seguro Social Ciudad Bolívar, 1956 a 1963.

- Hematólogo Jefe del Banco de Sangre Hospital Ruíz y Páez (Ministerio de Salud y Asistencia Social) Ciudad Bolívar 1957 a 1966.

- Fellow Research Departament of Coagulación Mount Sinai Hospital, New York, 1962.

- Hematólogo (Médico Técnico) Laboratorio de Fisiopatología Instituto Venezolano de Investigaciones Científicas, Caracas, Mayo 1966 a mayo de 1968.

- Research Assistant, St. Thomas Hospital, Londres, Inglaterra, 1968 a 1971.

- Fellow Research, St. Thomas Hospital, Londres, Inglaterra, 1970 a 1971.

- Investigadora Asociada, Laboratorio de Fisiopatología, Departamento de Medicina Experimental. Instituto Venezolano de Investigaciones Científicas 1972 a 1987.

- Investigadora Titular, Instituto Venezolano de Investigaciones Científicas, desde 1987

- Jefa del Centro de Medicina Experimental, 1989 a 1992.

- Investigadora Emérita, Instituto Venezolano de Investigaciones Científicas, desde 1990.

## Premios y honores
- Premio de la CIFAVE, 1972.
- Orden Andrés Bello, Segunda Clase, 1975.
- Orden Andrés Bello, Primera Clase, 1982.
- 1er Premio Mejor Trabajo Científico. Jornadas Científicas Policlínica Metropolitana, 1982.
- Premios Rolex a la Iniciativa: Selecting list for publication en Libro Spirit of Enterprise, 1987.
- Premio Investigación en Hemostasia. I Congreso Nacional de la Sociedad Venezolana de Hematología, 1989.
- Premio Gobernador de Caracas por Contribución al Avance en la Hematología en Venezuela, 1989.
- Investigadora Emérita, Instituto Venezolano de Investigaciones Científicas, 1990.
- Condecoración Enrique Tejera Ministerio de Salud y Asistencia Social, Venezuela. 1993.
- Primer Premio Mejor Trabajo Científico realizado en Latinoamérica y presentado al XIII Congreso Iberoamericano de Hemostasia y Trombosis, Grupo CLAHT. San José, Costa Rica, julio de 1993.
- Premio Servicardio Mejor Proyecto Clínico en Cardiología, Hospital Clínico Universitario de Caracas, 1994.
- Premio Internacional Fibrinógeno. XV Congreso Internacional de Cardiología. Santiago de Chile, iciembre de 1995.
- Investigadora Emérita, Sistema de Promoción del Investigador (CONICIT), 1996.
- Segundo Premio al Mejor Trabajo Científico. XV Congreso del Grupo CLAHT, Santo Domingo - República Dominicana, junio de 1997.
- Nombramiento del V Congreso Venezolano de Hematología como “Dra. Cármen Luisa Arocha-Piñango”, Puerto Ordaz, Venezuela, octubre de 1997.
- Premio Sociedad Venezolana de Hematología, mención Hematología Experimental, al trabajo presentado durante el V Congreso Venezolano de Hematología, Puerto Ordaz, Venezuela, del 2 al 7 de octubre de 1997.
- Premio Mejor Póster en Diseño y Contenido. IV Jornadas de Investigación de la Facultad de Ciencias Veterinarias de la UCV Maracay, Venezuela, diciembre de 2001
- Premio “Luis Razetti” del Colegio de Médicos del Distrito Metropolitano de Caracas el 4 de marzo de 2002.
- Vicepresidente Honorario, Simposium VII Congreso Caribeño de Angiología y Cirugía Vascular. Grupo CLAHT, La Habana, Cuba, 2002.
- Invitación para actuar como Guest Editor in a special issue of Thrombosis. Fibrinogen: Pathophysiology on Thrombosis. Sarah Shork, Hindaw Publishing Corporation Editors. (No aceptado por problemas de salud). 2012.

## Asociaciones Científicas y Profesionales
- Miembro Fundador de la Sociedad Venezolana de Hematología.
- Miembro de la Sociedad Internacional de Transfusión Sanguínea desde 1964.
- Miembro de la Sociedad Internacional de Hematología, desde 1968.
- Miembro de la Sociedad Internacional de Coagulación y Trombosis desde 1970.
- Miembro de la Federación Mundial de Hemofilia desde 1970.
- Miembro Fundador del Grupo Latinoamericano Hemostasia y Trombosis, 1976.
- Miembro American Heart Asociation desde 1981.
- Miembro de la Academia de Ciencias de New York desde 1983.
- Coordinadora: Simposium “Animal venoms and plant products in hemostasis” VIII International Congress on Thrombosis. Estambul, Turquía, 1984.
- Comité Editorial Revista Thrombosis Research, 1984-1988.
- Presidente Asociación de Investigadores del Instituto Venezolano de Investigaciones Científicas, 1987-1988.
- Miembro Liga Mediterránea contra Enfermedades Trombóticas desde 1987.
- Miembro Fundador: Grupo de Trabajo sobre Fibrinógeno, 1990.
- Comité Redactor del Programa de Promoción del Investigador (PPI), 1990.
- Miembro del Comité de Estandarización y Control de Calidad de Reactivas para Coagulación (WHO), desde 1991.
- Comité Editorial. Enciclopedia Iberoamericana de Hematología. Universidad de Salamanca, 1992.
- Miembro Sociedad Internacional de Fibrinólisis, 1993.
- Miembro activo Asociación Venezolana de Aterosclerosis, noviembre de 1993.
- Miembro Correspondiente (Sociedad Peruana de Medicina Interna), noviembre de 1993.
- Coordinadora (Presidenta) Internacional, Grupo Cooperativo Latino Americano de Hemostasia y Trombosis. 1993 - 1997.
- Coordinadora (Organizadora) Simposium “Animal Venoms and Hemostasia” XIII Congreso Sociedad Internacional de Hematología, Estambul, Turquía, septiembre de 1995.
- Miembro del Subcomité en Nomenclatura de Factores Hemostáticos Exógenos” de la Sociedad Internacional de Trombosis y Hemostasia desde 1996.
- Miembro Correspondiente de la Sociedad Cubana de Angiología desde abril de 1997.
- Coordinadora (Organizadora) Simposium: “Exogenous Hemostatic Factors from Animals”, XV Congreso Internacional en Trombosis, Antalya, Turquía, octubre de 1998.
- Miembro de la Sociedad Internacional de Toxinología, octubre de 1998.
- Miembro del Grupo FSC (Fibrinogen Studies Collaboration) Cambridge, Inglaterra, octubre de 2001.
- Miembro de la Sociedad Española de Trombosis y Hemostasia (SEHT) desde 2005.